# Зварювання під шаром флюсу
Зварювання під шаром флюсу — один із різновидів зварювання плавленням, відноситься до термічного класу.

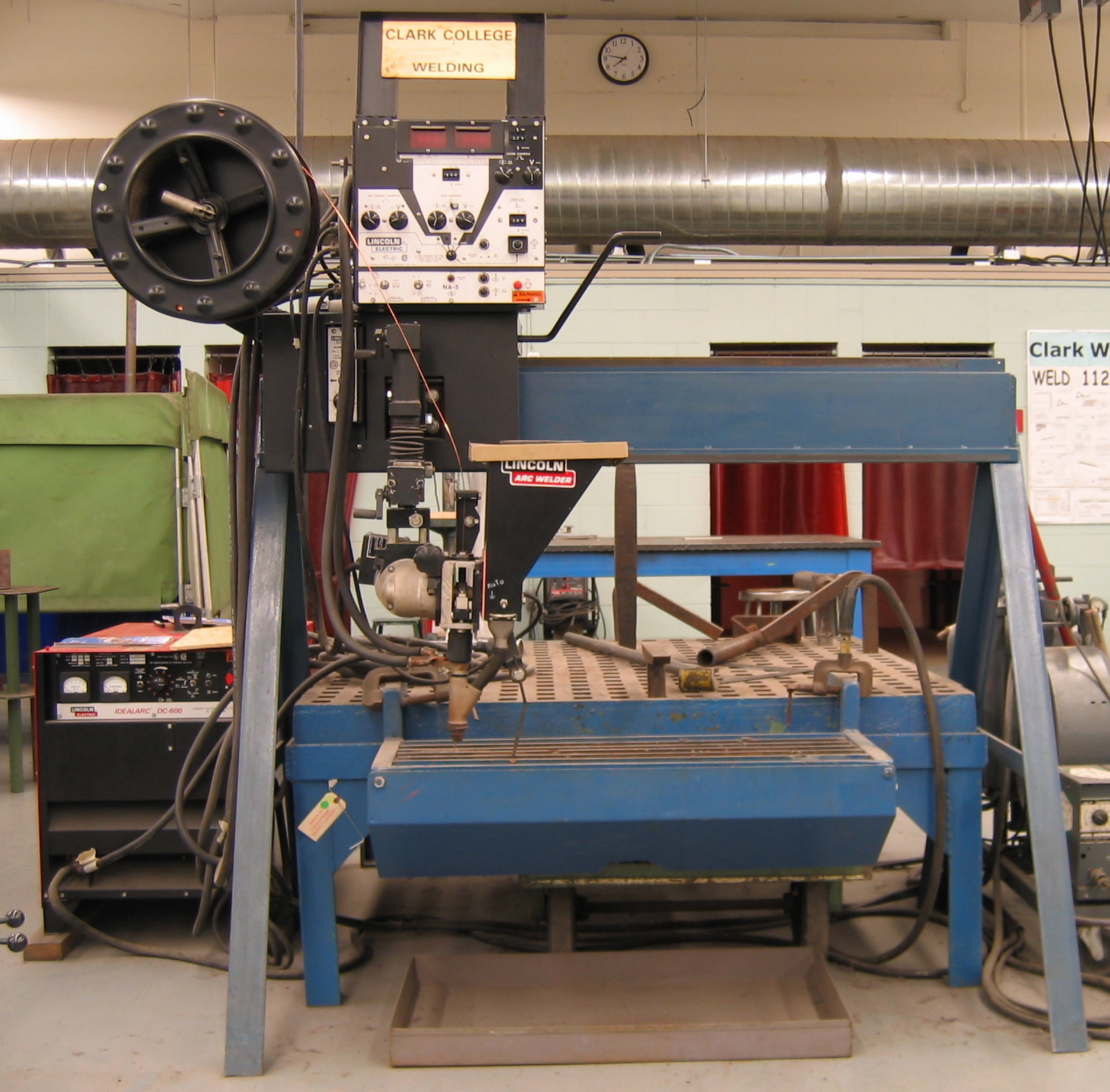
Установка для зварювання під флюсом

Для автоматичного дугового зварювання під флюсом використовують непокритий електродний дріт і флюс для захисту дуги та зварювальної ванни від повітря. Подача та переміщення електродного дроту механізовані. Автоматизовано процеси запалювання дуги та заварки кратера наприкінці шва.
У процесі автоматичного зварювання під флюсом дуга горить між дротом та основним металом. Стовп дуги та металева ванна рідкого металу з усіх боків щільно закриті шаром флюсу товщиною 30 — 35 мм. Частина флюсу розплавляється, у результаті чого навколо дуги утвориться газова порожнина, а на поверхні розплавленого металу — рідкі шлаки. Для зварювання під флюсом характерно глибоке проплавлення основного металу. Дія потужної дуги й досить швидкий рух електрода уздовж заготівлі обумовлюють відтискування розплавленого металу убік, протилежну напрямку зварювання. У міру поступального руху електрода відбувається затвердіння металевої й жужільної ванн із утворенням звареного шва, покритого твердою жужільною кіркою. Дріт подають у дугу й переміщають її уздовж шва за допомогою механізмів подачі та переміщення. Струм до електрода надходить через кабель.
Дугове зварювання під флюсом виконують зварювальними автоматами, зварювальними головками або самохідними тракторами, що переміщаються безпосередньо по виробу. Призначення зварювальних автоматів — подача електродного дроту в дугу і підтримка постійного режиму зварювання протягом усього процесу. Автоматичне зварювання під флюсом застосовують у серійному та масовому виробництвах, для виконання довгих прямолінійних і кільцевих швів у нижнім положенні на металі товщиною 2 — 100 мм. Під флюсом зварюють метали різних класів. Автоматичне зварювання широко застосовують при виготовленні казанів, резервуарів для зберігання рідин і газів, корпусів судів, мостових балок й інших виробів.
Цей вид зварювання є одним з основних ланок автоматичної ліній для виготовлення зварних автомобільних коліс і станів для виробництва зварених прямошовних і спіральних труб.